# سازمان بسیج جامعه زنان
سازمان بسیج جامعه زنان یکی از اقشار ۲۲ گانه سازمان بسیج مستضعفین است.
این تشکل در ابتدا بسیج خواهران نام داشت و هم‌زمان با شکل گیری بسیج مستضعفین آغاز به کار کرد. روح الله خمینی شرکت زنان در راهپیمایی‌ها را باعث تشویق و تقویت حضور مردان در خیابان‌ها و میدان‌های مبارزه می‌دانست. در چند سال اخیر نام آن از بسیج خواهران به بسیج جامعه زنان تغییر پیدا کرده‌است تا بتواند همه اقشار زنان را در برگیرد.
۱۳مرداد سالروز کشته‌شدن "مریم فرهانیان" از سال ۱۳۹۱ در تقویم ملی ایران به نام روز بسیج جامعه زنان نامگذاری شده‌است.
برخی حضور زنان در بسیج را در تضاد با آموزه‌های اسلام می‌دانند.

## تاریخچه
جمهوری اسلامی به طرز مؤثری زنان را برای پیشبرد برنامه سیاسی اش به حرکت درآورد. بسیاری از ارگانهای نظارتی زنان بسیاری را برای گشت زدن در خیابان و نظارت بر حجاب استخدام کرده‌اند. بسیج خواهران در ۱۹۸۰ تأسیس شد. یک اعلامیه رسمی بسیج خواهران در ۱۹۸۶ از عدم استفاده از نیروی زنان در جبهه‌ها انتقاد می‌کند: «گرچه امام عزیز گاهی زنان را به سیاست و وجوب جهاد و دفاع فرا می‌خواند و از آنان می‌خواهد مربی و الهام بخش مردان باشند آیا بقیه هم با زنان به همان میزان که رهبر انقلاب احترام می‌گذارند رفتار می‌کنند؟» قطعاً این تلاشها برای برانگیختن احساسات مردم به منظور حمایت از جنگ انجام می شده‌است.
مرضیه دباغ، رزمنده سرشناس، مؤسس بسیج خواهران بود. دباغ که معتمد خمینی بود، در ۱۹۷۸ در پاریس از محافظین او شد. او در جریان جنگ ایران و عراق به عنوان یک فرمانده نظامی شرکت جست و به سپاه پاسداران پیوست و متهم به تصفیه اپوزیسیون بود. او در اواخر دهه هشتاد برای ملاقات با گورباچف رهبر شوروی به مسکو اعزام شد و به مدت ۲۰ سال رئیس فراکسیون زنان مجلس بود.
در زمان جنگ اعضای بسیج خواهران آموزش‌های نظامی و آمادگی دفاعی می‌دیدند. پس از جنگ این واحد هم به تبع گسترش دامنه فعالیت بسیج مستضعفین وارد فعالیت‌های اجتماعی و فرهنگی نیز شد. در جریان جنگ، ایران، کمپهای مخصوص آموزش زنان بنا کرد که هزاران داوطلب بسیجی داشت خیلی هایشان به سربازان مذکر مربوط بودند. سن زنان بسیجی بنا بر گفته ژانت آفاری ۱۸ تا ۳۸ سال است. آن‌ها به خط مقدم فرستاده شده به پرستاری و آشپزی و ارتقای روحیه سربازان و کمک به خانواده هایشان می‌پرداختند. هزاران تن از آنان در جبهه‌ها کشته شدند.
آزاده دواچی بسیج خواهران را از عوامل تأثیرگذار بر شعر زنان در دوران پس از انقلاب ۱۳۵۷ ایران می داند:
«ساختارهای انقلابی کمتر به زنان فرصت می‌داد تا از خود و با هویت خود بنویسند. در طی این دوران هم طبیعی بود که نوشتن از آرمان‌های زنانه که برای بسیج زنان به کار رود، تابو محسوب می‌شد.»
تا ۱۹۹۴، تعداد زنان بسیجی به ۱۴۷۰۰۰ رسید. آن‌ها به‌طور حرفه‌ای آموزش نظامی دیده بودند. اخیراً واحدی برای مقابله با قیام ایجاد کرده‌اند. گرچه بسیجیان زن حقوق خوب و بیمه درمانی و خانه می‌گیرند بنا بر گفته آفاری انگیزه اصلی آنان برای پیوستن به میلیشیا پول نیست. دلیل واقعی این است که دختران ایرانی می‌خواهند از سلطه پدران و خانواده هایشان بگریزند. این مسئله فرصتی برای آن‌ها برای آموزش خوب دیدن است. عضویت در بسیج به زنان امکان می‌دهد مردان زیادی را ببینند، و به آن‌ها فرصتی برای همسرگزینی می‌دهد. گرچه آفاری تأیید می‌کند که بسیج زن را به بخشی فعال از جامعه ایران بدل کرد و بدان اجازه داد نقشی عمده در صحنه سیاسی بیافریند؛ آن‌ها هنوز نیرویی جلوگیری کننده‌اند که دیگر زنان را از گرایشهای لیبرال و سکولار باز می‌دارند. خواهران بسیجی در سرکوب مقاومت زنان و بازداشت فعالین زن پس از انتخابات نقش آفریدند. این اتفاق در زمان خاتمی نیفتاد.

## تشکیلات
مینو اصلانی رئیس فعلی بسیج جامعه زنان است. بسیج زنان در سپاه هر استان یک واحد استانی داشته و در کل کشور۱۲ هزار پایگاه مقاومت بسیج خواهران و بیش از ۲۵۰۰ گردان الزهرا را اداره می‌کند.
بسیج خواهران نیروی مقاومت پیش از تبدیل شدن به سازمان بسیج جامعه زنان ۳۱ رده در مناطق، ۳۷۲ دفتر در نواحی، ۷۱۲ حوزه مقاومت، ۸۱۵۵ پایگاه مقامت و ۴۴۰۰ گردان الزهرا، ۱۵۵۹۸ واحد دانش آموزی، ۲۴۷ پایگاه اداری کارمندی، ۳۲۶ پایگاه دانشجویی و ۱۵۸ پایگاه طلاب را در اجرای ماموریت‌ها و وظایف محوله جذب، آموزش، سازماندهی و انسجام برعهده داشت.
اصلانی تعداد بسیجیان زن را بیش از ۵ میلیون نفر عنوان می‌کند، این رقم اولین بار در خرداد ۱۳۸۷ مطرح شده‌است. دو میلیون نفر از اعضای بسیج زنان را زنان خانه تشکیل می‌دهند. مقرر شده‌است تا پایان برنامه پنجم توسعه این تعداد به ۹ میلیون نفر افزایش یابد. در تهران ۵۰ درصد جامعه هدف زنان در بسیج این استان عضو هستند. نسرین مصفا به‌طور غیر رسمی تعداد اعضای بسیج زنان را بی در نظر گیری شاخه نظامی آن ۱٫۸ میلیون نفر می داند.
این سازمان خود را گسترده‌ترین تشکل جهانی زنان می‌داند.
بسیج جامعه زنان، حضور اجتماعی زنان در سطح دانشگاه‌ها، مدارس وادارات شهرها و روستاها را سازماندهی و کنترل می‌کند.
این سازمان تاکنون ۵۲ هزار نفر را در ایران از طریق دوره‌های متمرکز، نیمه متمرکز و غیرمتمرکز به عنوان «کارشناس عفاف و حجاب» آموزش داده‌است تا با حضور در مدارس و دانشگاه‌ها نسل جدید را در این خصوص اقناع کنند.
اعضای بسیج زنان معمولاً بین ۱۸ تا ۳۶ سال سن دارند، تعدادی از آن‌ها از زمان تأسیس بسیج خواهران در آن عضویت داشته و مسن هستند. در سال‌های اخیر بسیج زنان به سمت جذب کودکان و نونهالان حرکت کرده‌است.

## اقدامات
- راه‌اندازی و پشتیبانی چهار سایت اینترنتی: طنین یاس، زنان‌نیوز، زینبیون، فرازاندیشه.[۲۱]
- ایجاد پژوهشکده عفاف.
- در جریان اتفاقات پس از انتخابات دهم ریاست جمهوری و در جریان قتل ندا آقا سلطان گروهی از زنان عضو نیروی بسیج با برپایی تظاهراتی در برابر سفارت بریتانیا در تهران خواستار استرداد شاهد قتل ندا آقا سلطان شدند.[۲۲]
- ایجاد شورای گفتمان سیاسی اجتماعی زنان به منظور تأثیرگذاری در حوزه نخبگان.[۴]
- تدوین ۳۵ شاخص «زن طراز انقلاب اسلامی» تا به عنوان منشوری در نظام آموزشی، تربیتی، حوزوی و حضور اجتماعی زنان در ایران به کار گرفته شود.[۲۳]
- تولید نرم‌افزار «نقش زن در دفاع مقدس» و شبکه مجازی عرشیان به منظور معرفی زنان کشته شده در جنگ ایران و عراق.[۲۴]
- برگزاری همایش بین‌المللی تجلیل از طلایه داران عفاف و حجاب در بهمن ماه ۱۳۹۰[۲۵]
- تربیت کارشناسان عفاف و حجاب[۲۶]
- حضور در سه نمایشگاه دیجیتال، مطبوعات و خبرگزاری‌ها و نمایشگاه زوج‌های خوشبخت ایرانی[۲۷]
- برگزاری همایش سه روزه «ناهید فاتحی‌کرجو» با حضور خانواده ۱۵۰ کشته ترور زن در کشور از جمله خانواده‌های کشته شدگان زن در حمله ناو وینسنس آمریکا به هواپیمای مسافربری ایرباس ایران، کشتگان حج و دیگر کشتگان که ترور شده‌اند و مطالبه حقوقی از مجامع بین‌المللی.[۲۸]